# スペシャル (スカートのアルバム)
『スペシャル』は、スカートの10枚目のアルバム。2025年5月14日にIRORI Recordsより発売。

## 概要
CDデビュー15周年記念アルバム。
先行シングル「期待と予感」「君はきっとずっと知らない」「火をともせ」以外は多重録音のデモを作らず、バンドメンバーでアイデアを出し合って曲作りに挑んだ。

## 収録曲
1. ぼくは変わってしまった
同窓会に行った時の心情を綴った曲。
2. 緑と名付けて
3. 火をともせ
先行シングル。牛丼チェーン・すき家のテレビCM「冬の算数」編のテーマソング。
4. 遠くへ行きたい
5. ミント
6. トゥー・ドゥリフターズ
先行シングル。本作に向け制作された。重住ひろこ (Smooth Ace)がコーラスで参加。
7. 期待と予感
先行シングル。『UNDER 25 OWARAI CHAMPIONSHIP』大会主題歌
8. 四月怪談
9. 君はきっとずっと知らない
先行シングル。映画『不死身ラヴァーズ』の主題歌。
10. ひとつ欠けただけ
畳野彩加 (Homecomings)がコーラスで参加。
11. スペシャル
先行シングル。本作のリード曲。柴田聡子がコーラスで参加。